# 자위드호른

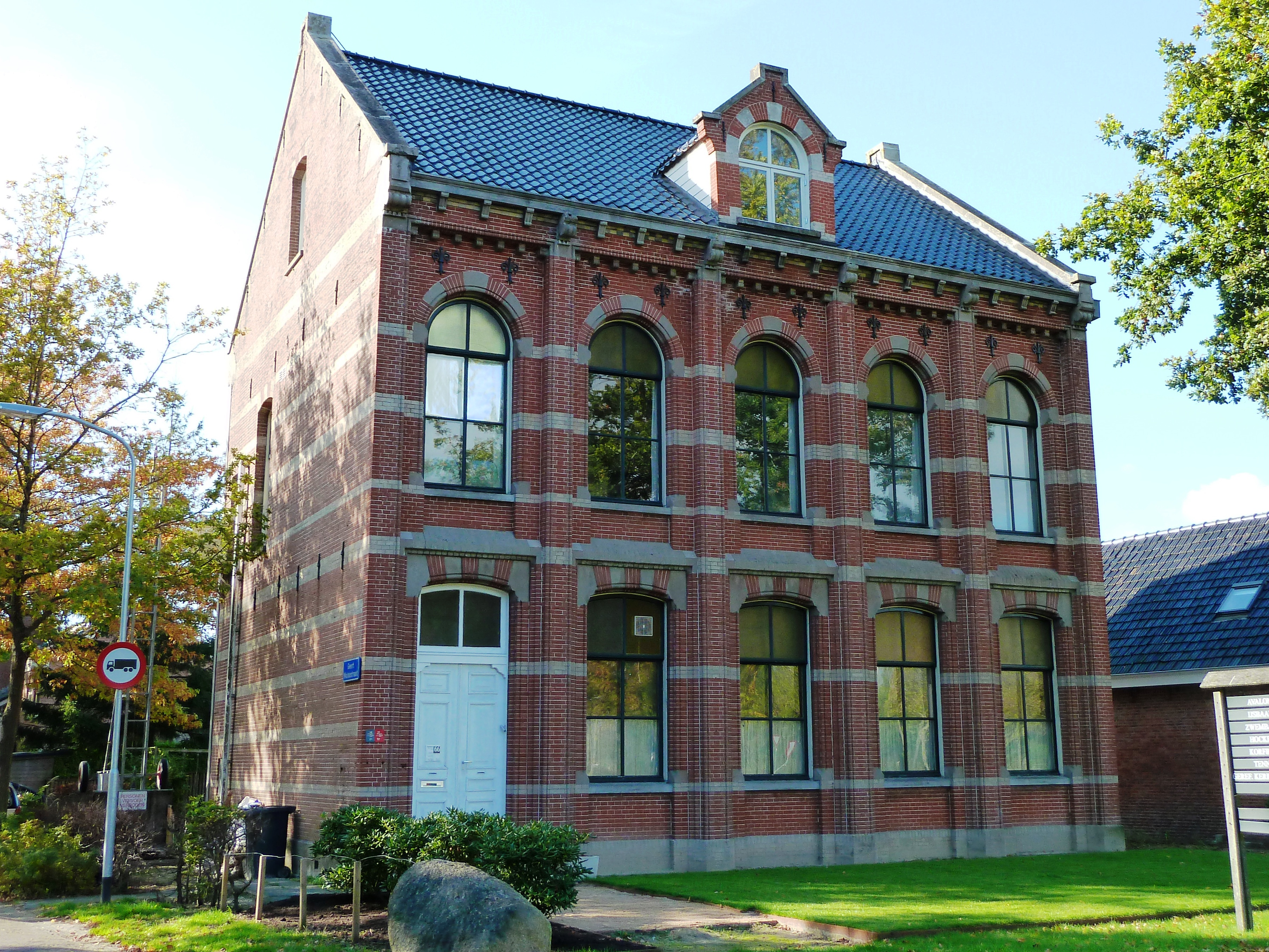
자위드호른

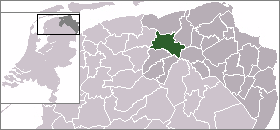
자위드호른의 위치

자위드호른(네덜란드어: Zuidhorn)은 네덜란드 북동부 흐로닝언주의 도시로 면적은 128.37km2, 높이는 4m, 인구는 18,756명(2014년 5월 기준), 인구 밀도는 149명/km2이다.

시기
시 문장